# Brus
Kortspillet brus er et stikspil af den ældgamle karnöffel-type. I disse gamle spil er der ingen trumffarve, men forskellige kort kan slå bestemte kort. Brus har sandsynligvis rødder tilbage til 1500-tallet. I dag spilles Brus mest i Nordjylland, men spillet var midt i 1800-tallet udbredt over hele landet. 
Brus spilles af 3-4 spillere 

## Kortene og deres funktioner
Der anvendes 36 kort fra esset til og med sekseren i hver farve.  Hver stik giver 1 point. Som bonus er der tre specielle kort, der giver ekstra point til den, der vinder dem.
- Klør knægt (spids) 3 bonuspoint
- Hjerter K (brus) 5 bonuspoint
- Spar 8 (galhund) 2 bonuspoint

Alle kortene har en bestemt værdi. Først og fremmest er der stikkortene som bruges til at tage stik med. 
Spids, brus og galhund er de højeste stikkort. Spids er højest, derefter Brus og så Galhund. Derefter følger 9'erne (klør højest, derefter spar, hjerter og til sidst ruder), så knægtene (spar højest, så hjerter og lavest ruder), så esserne og til sidst 6'erne.
7'erne er spillets jokere. Når de spilles ud kan end ikke spids slå dem, kun kongerne (se senere). Bliver de derimod lagt til et udspillet kort, er de ingenting værd. Ruder 7 kan hvis den spilles ud slås af klør 7, spar 7 og hjerter 7. Hjerter slås af klør og spar og spar syv kan kun slås af klør syv.
Kongerne (bortset fra brus) kan kun og er specielt beregnede til at tage jokere. 
Klør konge er det eneste kort der kan slå den højeste 7'er og den kan også tage de andre syvere.
Spar konge er beregnet til og kan kun slå klør konge.
Ruder konge er beregnet til at slå spar konge.
I en variant af "7'erspillet" slåes klør konge af klør dame. Dette udløser i dekorationsvarianten af Brus en grisehalestreg. 
Slåes klør dame af spar konge, udløser dette en stjernestreg. 
Den eneste måde ruder konge kan træde i kraft på, er altså hvis der først bliver spillet en 7'er ud, så klør konge, derefter spar konge og til sidst ruder konge som da vil vinde stikket. 
8'erne, 10'erne og damerne er "værdiløse kort", der udelukkende bruges til at "komme videre" – dvs. til at spille i en runde, hvor man ikke har mulighed for at tage stik, men heller ikke ønsker at "spilde" et stikkort. 

## Spillets gang
Der gives tre kort til hver. Resten af kortene placeres på bordet som talon.
Der spilles som i almindeligt spil. Forhånden spiller ud til første stik, den der vinder et stik spiller ud til næste osv.
Man kan når som helst, hvis man har udspillet, spille to kort ud af samme værdi, modstanderen skal da slå begge kort for at vinde stikket, det er ikke nok at slå det ene. 
Det samme kan man også gøre med tre kort (at man pifter). Her gælder de samme regler. Alle tre kort skal slås for at vinde stikket.
Hver gang man har spillet et kort ud, tager man et nyt kort op fra talonen. Hvis man lægger to kort tager man to op og hvis man "pifter", tre kort.
Når talonen er brugt og er alle kort er spillet tæller man stikkene sammen og læger de bonuspoint man har fået til antallet af stik. Den som har flest points vinder.

## Dekorationer
Der findes en nyere tradition med at give dekorationer i brus. Der er mulighed for at kunne dekorere med Gedebukke, Grisehaler, Stjerneskud, Potter, Briller og forskellige "kæppe" eller "streger", der giver ekstra points.
Bemærk at dekorations-Brus udvikler sig i forskellige retninger alt efter, hvem der spiller og udvikler spillet. Der kommer nogle gange en ny dekorationsmulighed til. 

## Variationer af Brus
I mange selskab spilles Brus som et partnerspil (4 personer), 2 mod 2 (ens partner sidder efter modstanderen). Man starter i dette tilfælde med 3 eller 4 kort. Man skal i henhold til ovenstående regler forsøge at få samlet så mange fælles sammen stik som muligt. 
Points bestemmes per antal stik: 5 stik giver sejr og 1 point. alle overskydende stik giver +1 point.
Sikrer parret desuden de første 5 stik i en spil, får de tildelt en særlig "dekorationsstreg", kendt som JANkæp eller jantestreg, og det giver + 1 point til den samlet score i den omgang. (Spids, Brus og galhund giver i denne ingen ekstra point i denne spiltype)
Eksempel: par nr. 1) får i en omgang i alt 6 stik. = 2 points; tager parret desuden de første fem stik i somgangen får de + 1 point (JAN) = 3 points i alt
Et spil Brus med partner foregår over flere omgange, og points regnes enten pr. omgang eller på tid. 
I nogle grupper spilles fx fast i en time, hvorefter vinderen er det par, der har flest points. 

## Andet
Spillet spilles også I Sverige og Tyskland, og på Gotland bliver der holdt et VM i brus.[kilde mangler]